# Lapșîn, Berejanî
Lapșîn (în ucraineană Лапшин) este localitatea de reședință a comunei Lapșîn din raionul Berejanî, regiunea Ternopil, Ucraina.

## Demografie
Componența lingvistică a localității Lapșîn
     Ucraineană (99,57%)
     Alte limbi (0,43%)
Conform recensământului din 2001, majoritatea populației localității Lapșîn era vorbitoare de ucraineană (99,57%), existând în minoritate și vorbitori de alte limbi.